# Union d'Oujhorod

L'union d'Oujhorod est la décision prise en 1646 de soixante-trois prêtres orthodoxes de Ruthénie subcarpathique de se placer dans la juridiction de l'Église de Rome.

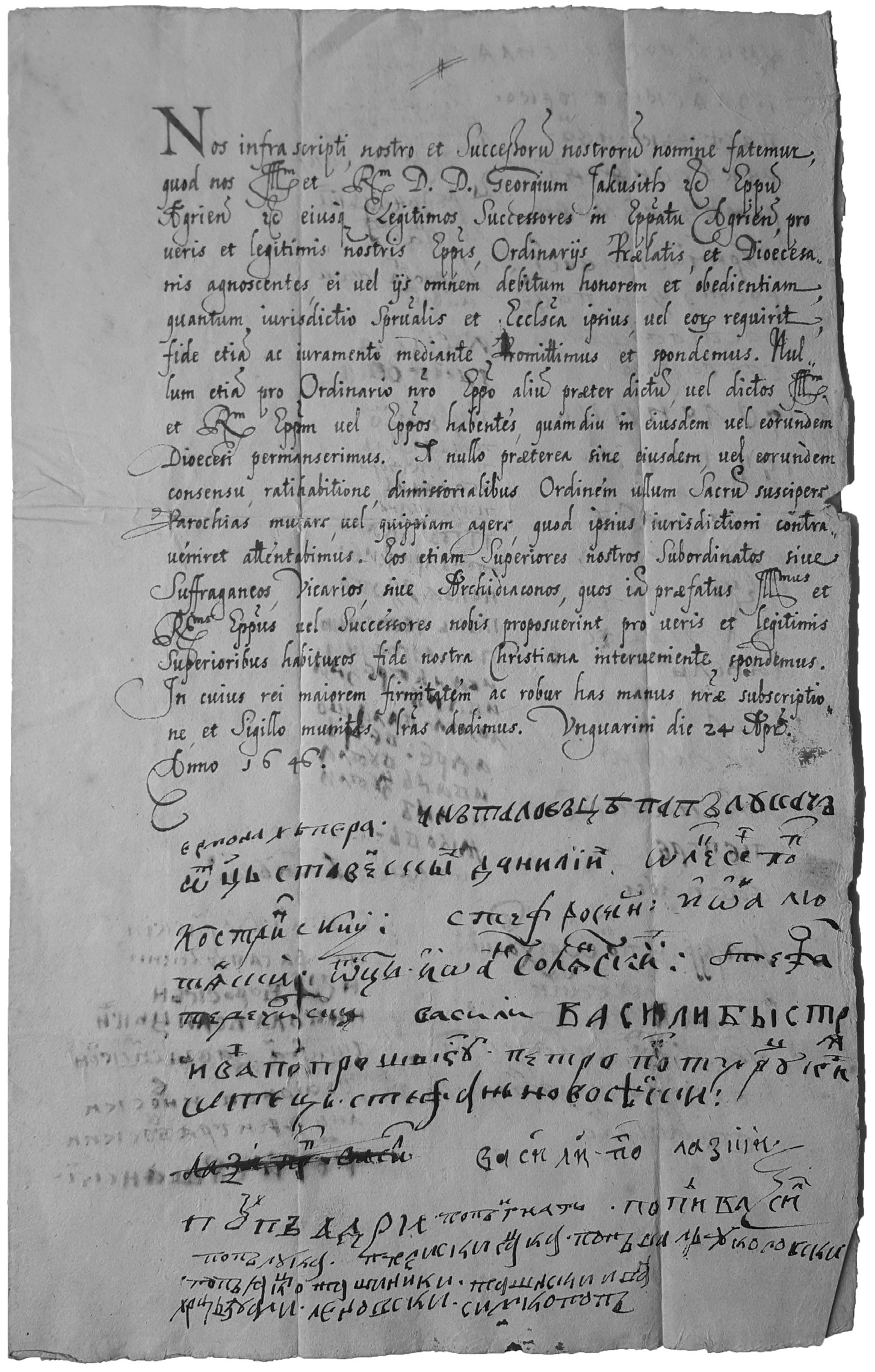

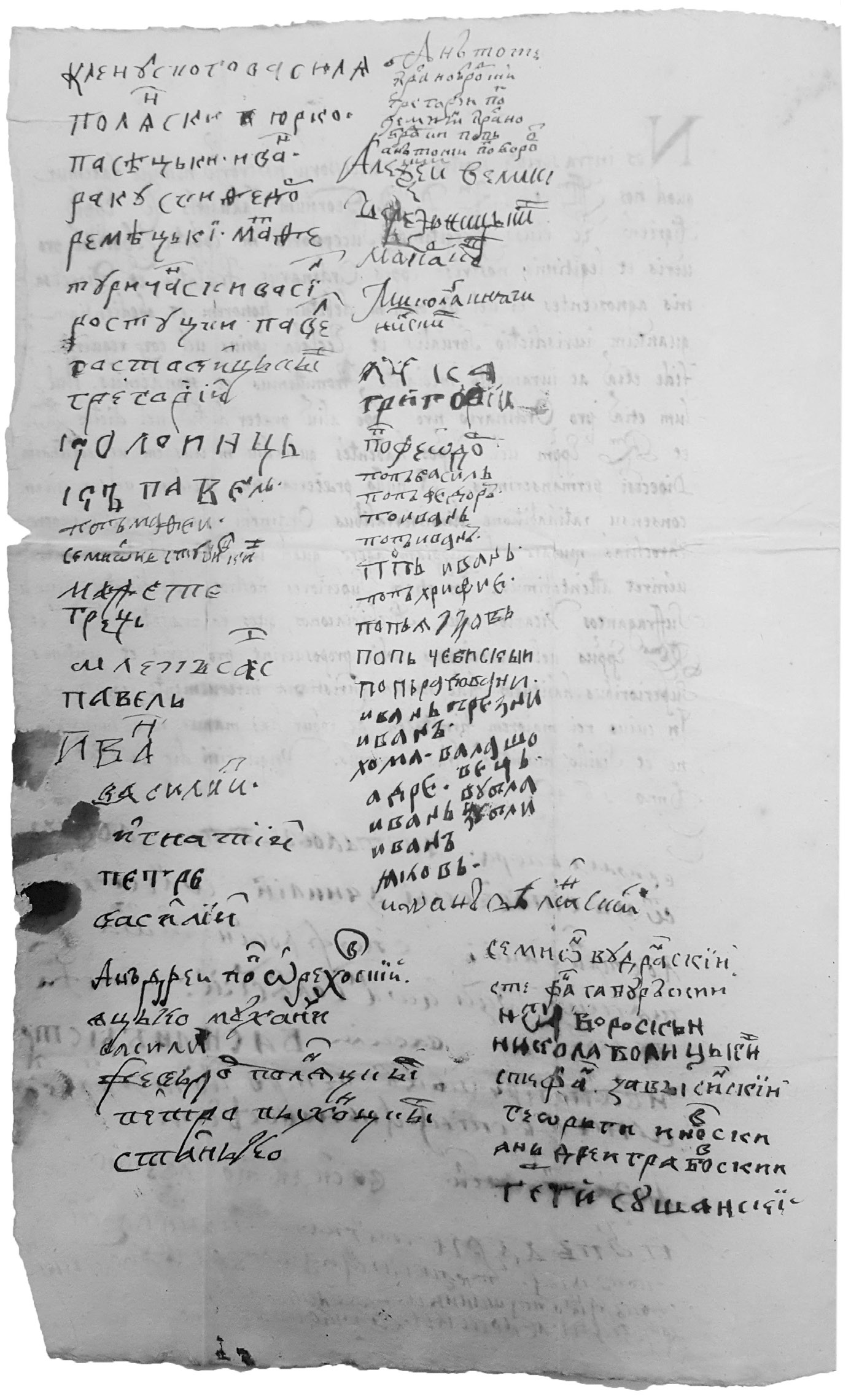

La Ruthénie subcarpathique faisait alors partie du royaume de Hongrie.
L'union d'Oujhorod est le pendant hongrois de l'union de Brest de 1596.
L'Église grecque-catholique ruthène, Église unie à Rome de rite byzantin, est née de cette union.